# Chelecala trefoliata
Chelecala trefoliata là một loài bướm đêm trong họ Noctuidae.